# Błaszki
Błaszki este un oraș în Polonia. În 2015 avea 2232 de locuitori.